# Série 1550 da CP
A Série 1550 (9 0 94 1 211551-3 à 9 0 94 1 211570-3) (também conhecida pela sigla do fabricante canadiano MLW), é um tipo de locomotiva que já esteve ao serviço da companhia dos Caminhos de Ferro Portugueses, e da sua sucessora, Comboios de Portugal, tendo, posteriormente, todas as unidades passado para a gestão da transportadora ferroviária portuguesa CP Carga. Entraram ao serviço em 1973, e foram abatidas em 2012.

## História
Esta série de locomotivas entrou ao serviço em 1973, tendo sido retiradas de circulação e parqueadas em 2012.
No Verão de 1997, rebocaram os comboios de beterraba açucareira no percurso entre a fronteira portuguesa em Badajoz e fábrica da DAI, no concelho de Coruche, passando pelo Entroncamento. Estas composições tinham a sua origem no importante centro agrícola de Lebrija, em Sevilha, e eram compostas por vagões TT6 da RENFE, tendo nas linhas espanholas sido rebocadas por locomotivas das séries 319.2, 319.3, 319.4 e 333.

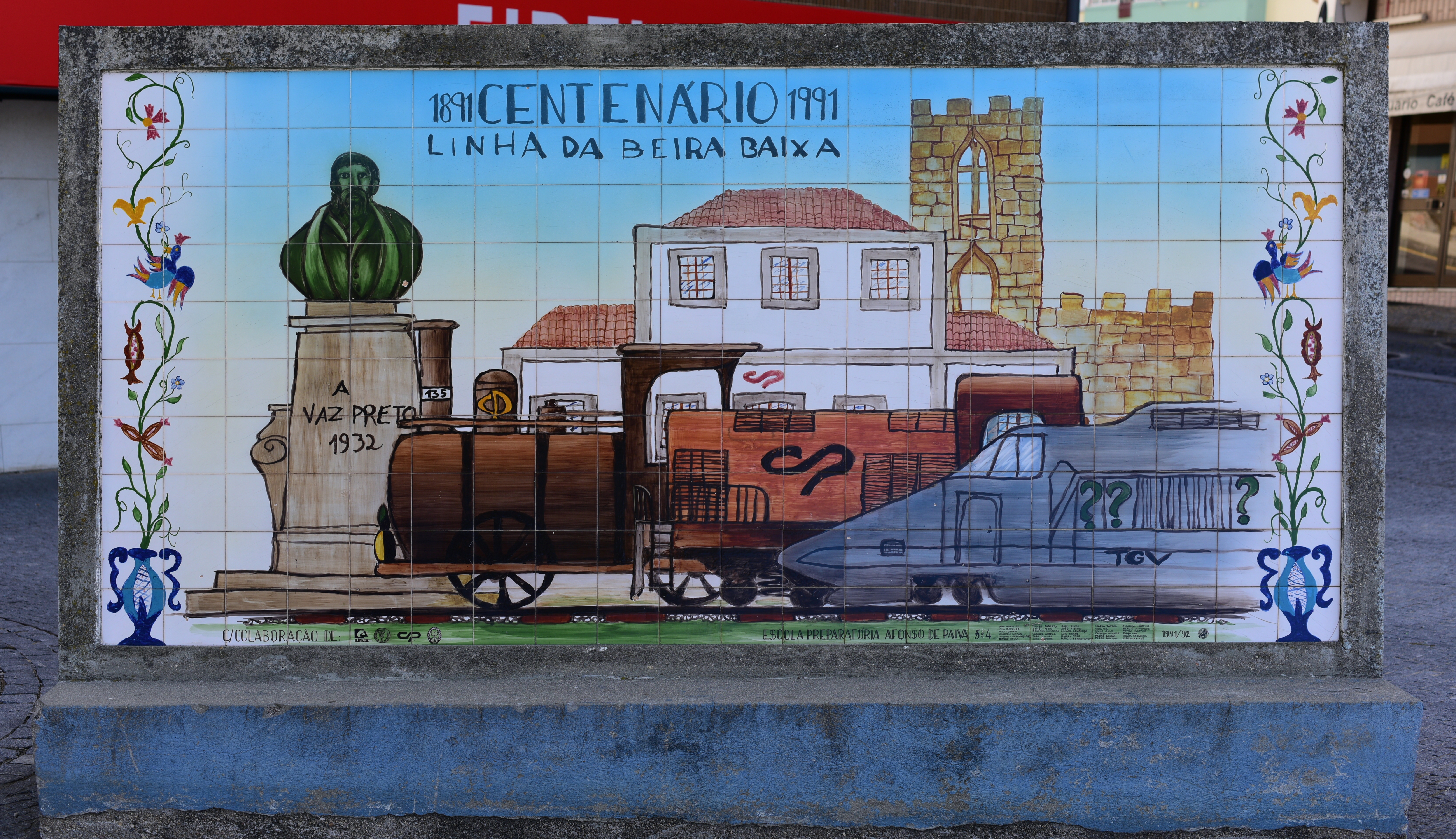
Painel de azulejos alusivo ao centenário da Linha da Beira Baixa, com três gerações de material circulante, incluindo uma locomotiva da Série 1550.

## Descrição

### Ficha técnica
Esta série é composta por vinte locomotivas diesel-eléctricas de linha, operando em Bitola ibérica. Correspondem ao tipo MX-620 da Montreal Locomotive Works. Podem atingir uma velocidade máxima de 120 Km/h, e têm 1251 kW de potência máxima e um esforço de tracção no arranque de 238 kN. Os rodados apresentam uma disposição Co'Co', a transmissão é eléctrica, têm um peso em ordem de marcha de 89,7 t., e as rodas, quando novas, têm um diâmetro de 1016 mm. Cada locomotiva possui um motor a gasóleo do tipo 251 C 3 da American Locomotive Company, e seis motores de tracção, de corrente contínua, do tipo 761 da General Electric.

### Serviços
Durante os seus vários anos de serviço, foram responsáveis tanto por comboios de passageiros como de mercadorias. Por exemplo, em 1990 estava a rebocar serviços Intercidades na Linha da Beira Alta, em finais de 1991 os Regionais entre Vilar Formoso e Guarda, e em 1992 os InterRegionais entre Lisboa e Guarda. Também foram destacadas para a Linha da Beira Baixa, uma vez que tinham uma maior capacidade para enfrentar as difíceis condições daquele eixo ferroviário, tendo assegurado serviços como as composições de mercadorias colectoras-repartidoras, em 1991, ou os Regionais e Intercidades de passageiros entre Covilhã e Lisboa.
Em 1994, as locomotivas desta série estavam afectas ao Grupo Oficinal de Figueira da Foz, e às oficinas do Entroncamento.

## Ficha técnica
- Informações diversas:

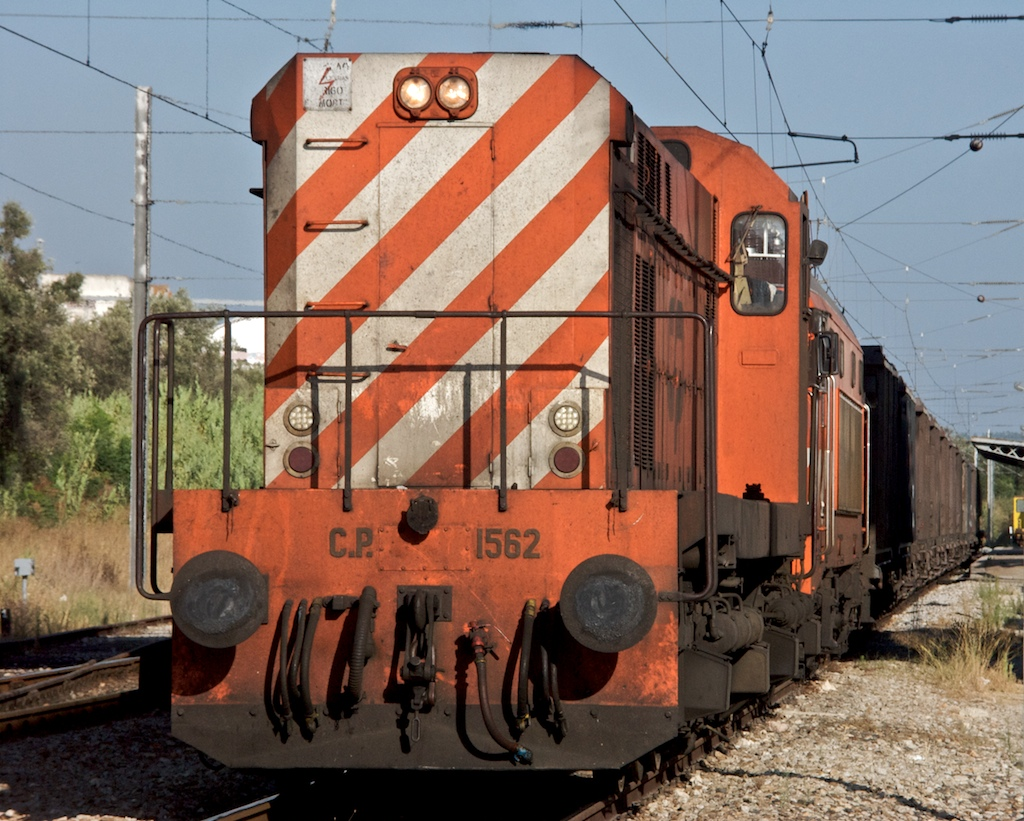
Locomotiva 1562, a rebocar um comboio de mercadorias junto a Alcácer do Sal, em 2008.

  - Tipo de tracção: Diesel-eléctrica[1][2]
  - Ano de entrada ao serviço: 1973[1][2]
  - Ano de saída ao serviço: 2012[1]
  - Número de unidades: 20 (1551-1570)[2][1]
  - Bitola de via: 1668 mm[2]
  - Fabricante: Montreal Locomotive Works[1]
- Características gerais
  - Tipo da locomotiva (construtor): MX-620[2]
  - Peso em ordem de marcha: 89,7 t[2]
  - Potência nominal (rodas):  1251 kW[2]
  - Esforço de tracção no arranque: 238 kN[2]
  - Disposição dos rodados: Co'Co'[1][2]
- Características de funcionamento
  - Velocidade máxima: 120 km/h[1][2]
- Motor principal
  - Número (por locomotiva): 1[2]
  - Combustível: Gasóleo[2]
  - Tipo (fabricante): 251 C 3[2]
  - Fabricante: American Locomotive Company[2]
- Motor de tracção
  - Número (por locomotiva): 6[2]
  - Tipo de corrente: contínua[2]
  - Tipo (fabricante): 761[2]
  - Fabricante: General Electric[2]